# Thryorchilus browni
El cucarachero del bambú (Thryorchilus browni), también denominado ratona del borde del bosque o soterrey del bambú (Costa Rica), es una especie de ave paseriforme, la única perteneciente al género monotípico Thryorchilus que integra la familia Troglodytidae. Es nativo de América Central.

## Descripción
Mide 10 cm y pesa 14 g. Es relativamente pequeño, de cola recortada, con cejas anchas y manchas blancas sobre el ala doblada. Los adultos son de color café leonado brillante por encima, con un barreteado angosto y negro en las alas y la cola. Presentan de 5 a 6 primarias más externas, con un borde amplio. Cuentan con una ceja ancha y el anillo ocular de color blanco. La lista postocular es gruesa y café. Los lados del cuello presentan un listado blanco y negro. Por debajo son de un blanco más o menos manchado o un tiznado fusco en los lados; los flancos son café anteado. La maxila es gruesa, la mandíbula es color carne y las patas son café claro. 
En los especímenes juveniles las cejas, la garganta y el pecho presentan un tinte ante olivaceo; la nuca, los lados del cuello y el pecho ostentan un listado fusco indistinto.

## Distribución y hábitat
Se encuentra en el centro y sur de Costa Rica y oeste de Panamá.

Habita en matorrales (especialmente de bambú) tropicales y subtropicales de altitud y forestas montanas húmedas entre los 2800 y los 3600  m s. n. m., sobre todo arriba del límite superior de la existencia de árboles.

## Comportamiento
Es probable que formen parejas durante todo el año. Son activos y curiosos y frecuentemente levantan y menean la cola.

### Alimentación
Busca entre los nudos de hojas, mete el pico entre hojas enrolladas y hendiduras. Se desplaza a lo largo de las ramas; ocasionalmente también brinca por el suelo. Acostumbra revolotear para atrapar la presas del envés de las hojas o las ramas. Se alimenta de insectos pequeños, orugas o arañas.

### Reproducción
Su nido consiste en una pelota hueca con entrada lateral, tejida por completo de hojas de bambú, con un forro escaso de fibras finas, a una altura de 1 a 3 m, ubicado sobre un arbusto o un bambú. Ponen 2 huevos blancos, salpicados finamente con café pálido por todos lados. Se reproducen de abril a junio.

## Sistemática

### Descripción original
La especie T. browni fue descrita por primera vez por el ornitólogo estadounidense Outram Bangs en 1902 bajo el nombre científico Troglodytes browni; localidad tipo «Volcán de Chiriquí, 3050 m, Chiriquí, Panamá».

### Taxonomía
Recuerda a los integrantes de Henicorhina en muchos aspectos (canto, plumaje, nido), pero recientes trabajos de análisis de ADN sugieren que es más próximo a Troglodytes; actualmente colocado en su propio género por la mayoría de los autores, pendiente de más investigaciones. La validad de las subespecies es disputada, y sería mejor considerada monotípica.

### Subespecies
Según la clasificación Clements Checklist 6.9, se reconocen 3 subespecies, con su correspondiente distribución geográfica:
- Thryorchilus browni ridgwayi Bangs, 1906 - tierras altas del centro de Costa Rica (Volcán Turrialba, Volcán Irazú y áreas adyacentes).
- Thryorchilus browni basultoi Ridgway, 1908 - Cordillera de Dota, en el centro sur de Costa Rica.
- Thryorchilus browni browni (Bangs, 1902) - oeste de Panamá (Volcán Barú, Volcán de Chiriquí, Cerro Copete).

El Congreso Ornitológico Internacional (IOC) (Versión 4.4, 2014) la considera monotípica. 